# Бурты (Черкасская область)
Бурты́ (укр. Бурти) — село в Шполянском районе Черкасской области Украины.
Население по переписи 2001 года составляло 905 человек. Почтовый индекс — 20610. Телефонный код — 4741.

## Местный совет
20610, Черкасская обл., Шполянский р-н, с. Бурты, ул. Котовского, 9

## Известные люди

### В селе родились
- Василько, Василий Степанович (1893—1972) — советский актёр, режиссёр, народный артист СССР (1944)
- Марченко, Иван Семёнович (1918–2004) – Герой Социалистического Труда.